# Çankırı
Çankırı es la capital de la provincia de Çankırı, en Turquía, a unos 140 km al noreste de Ankara. Está situado a 800 metros de altura en valle rico, debido a la abundancia de agua.

## Historia

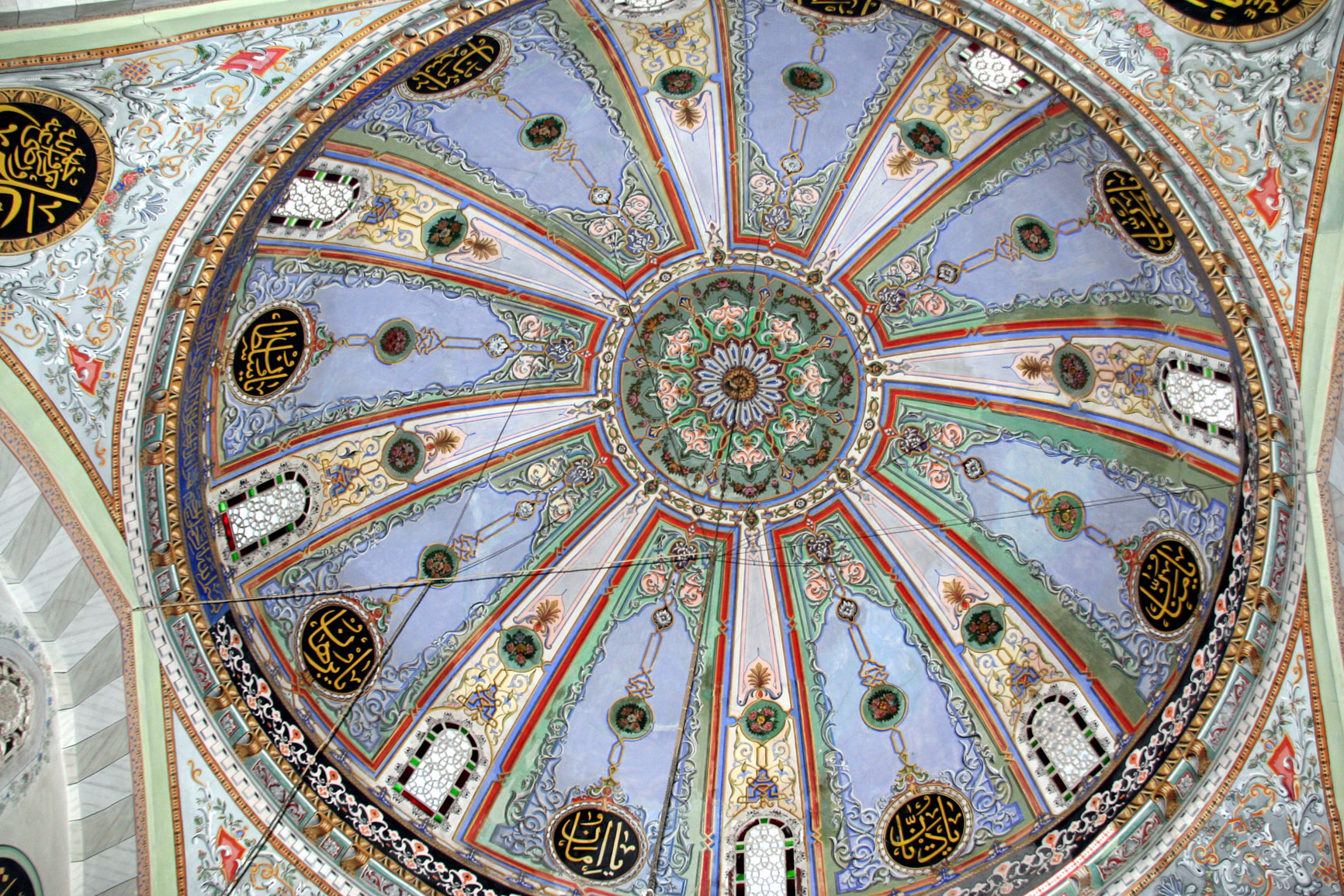
Cúpula de la Gran mezquita de Çankırı.

Era conocido en la antigüedad como Gangra, posteriormente Germanicopolis por un período, y posteriormente Changra, Kandari o Kanghari.
El asentamiento atestiguó la hegemonía de muchas culturas y razas, como  los hititas, los persas, los griegos, los partos, pontos, romanos y bizantinos, hasta selyúcidas y finalmente los turcos otomanos. Todas estas culturas dejaron su huella en Çankırı.
Gangra, la capital del Paflagonia el reino de Deiotarus Philadelphus, hijo de Castor, fue anexionada a la provincia romana de Galatia tras su muerte en el 65 a. C. La primera ciudad, cuyo nombre significaba cabra, fue construida sobre la colina situada detrás de la ciudad moderna, sobre la cual se encontraban las ruinas de una tardía fortaleza; mientras que la ciudad romana ocupó el sitio de la moderna. Fue llamada Germanicopolis, después del emperador Claudio, hasta el tiempo de Caracalla.
En la era cristiana, Gangra era la metrópoli de Paflagonia. En el siglo IV, la ciudad acogió un importante sínodo eclesiástico, el Sínodo de Gangra. Las conjeturas en cuanto a la fecha de este sínodo varían entre el 341 y el 376. Con toda seguridad, se puede afirmar que el sínodo se realizó a mediados del siglo IV. La carta sinodial declara que veintiún obispos se reunieron para tomar medidas concernientes a Eustaquio (¿de Sebaste?) y sus seguidores, que condenaron el matrimonio, menospreciaron los oficios de la Iglesia, impusieron sus convicciones, portaron un vestido peculiar, denunciaron la riqueza, y afectaron a la santidad especial.